# Médersa El Mettichia

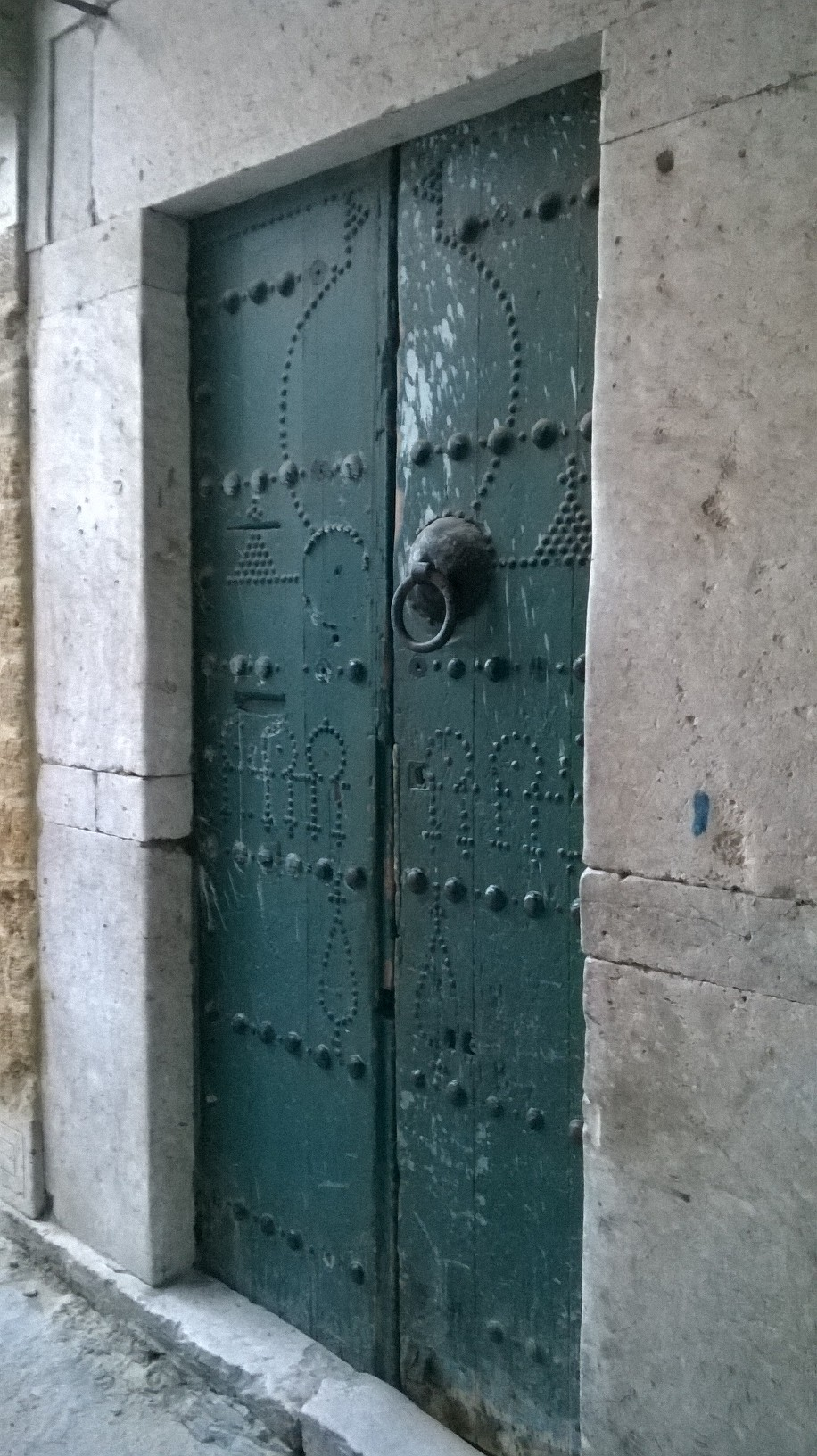
Porte de la médersa El Mettichia

La médersa El Mettichia (arabe : المدرسة المتيشية) est l'une des médersas de Tunis.

## Localisation

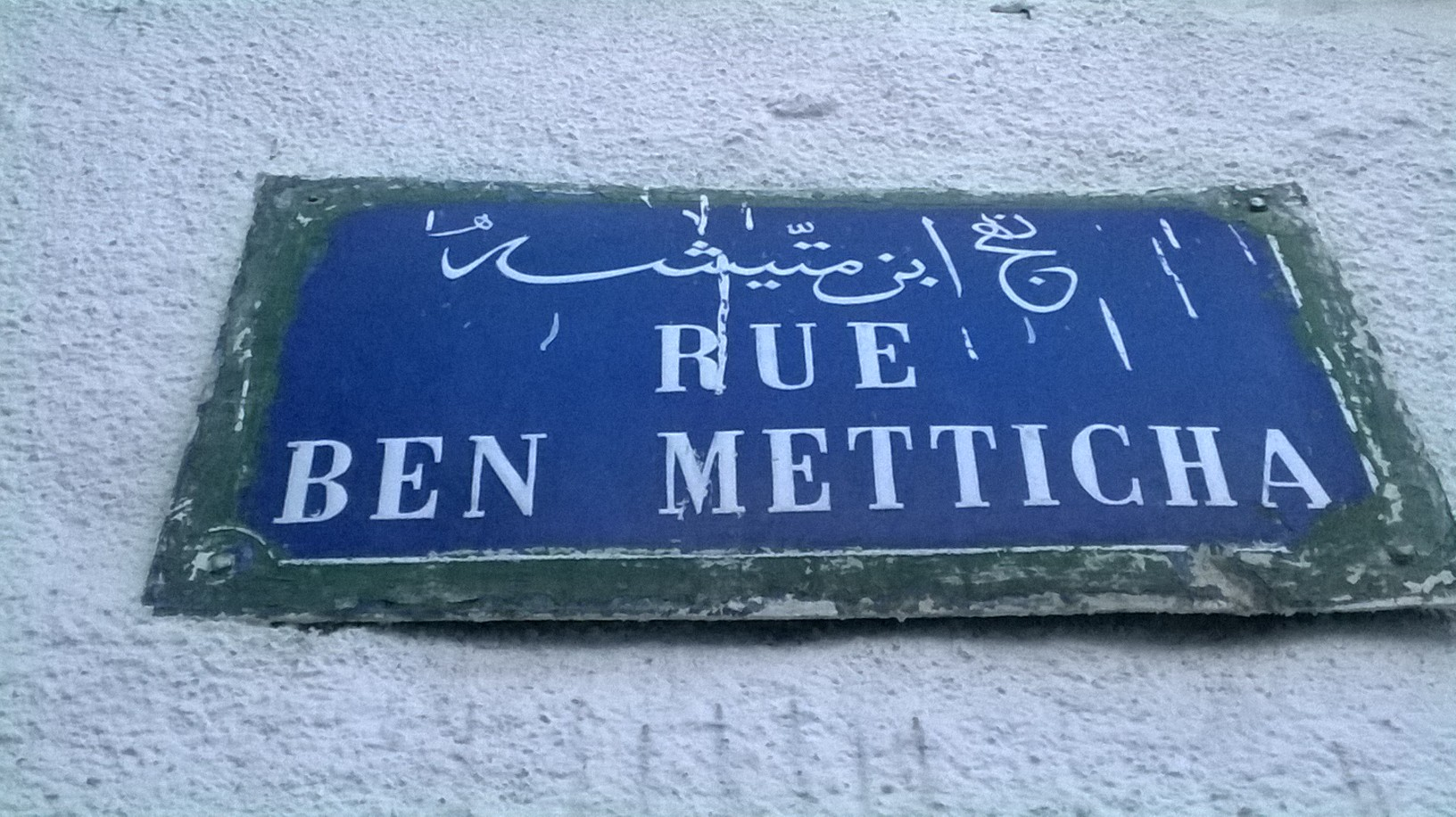
Plaque métallique indiquant la rue Ben Metticha

Elle est située dans la zone sud-ouest du faubourg de Bab Souika, à l'angle de deux rues, la rue Ben Metticha et la rue Bou Sandel.
Sa particularité qu'elle est couverte par deux passages voûtés (sabats).

## Histoire
Cette construction modeste, fondée par Ahmed Lagha en 1705, reprend l’architecture sobre de l’époque hafside.

## Description
La médersa est implantée sur une parcelle rectangulaire. L’entrée se fait directement sans chicane, le tout étant organisé autour d’un patio garni par deux portiques qui desservent d’une part les cellules vôutées formant les chambres et d’autre part la salle de prière et les latrines qui communiquent avec le patio par une cour.
L’état général de la construction est dégradé de nos jours.

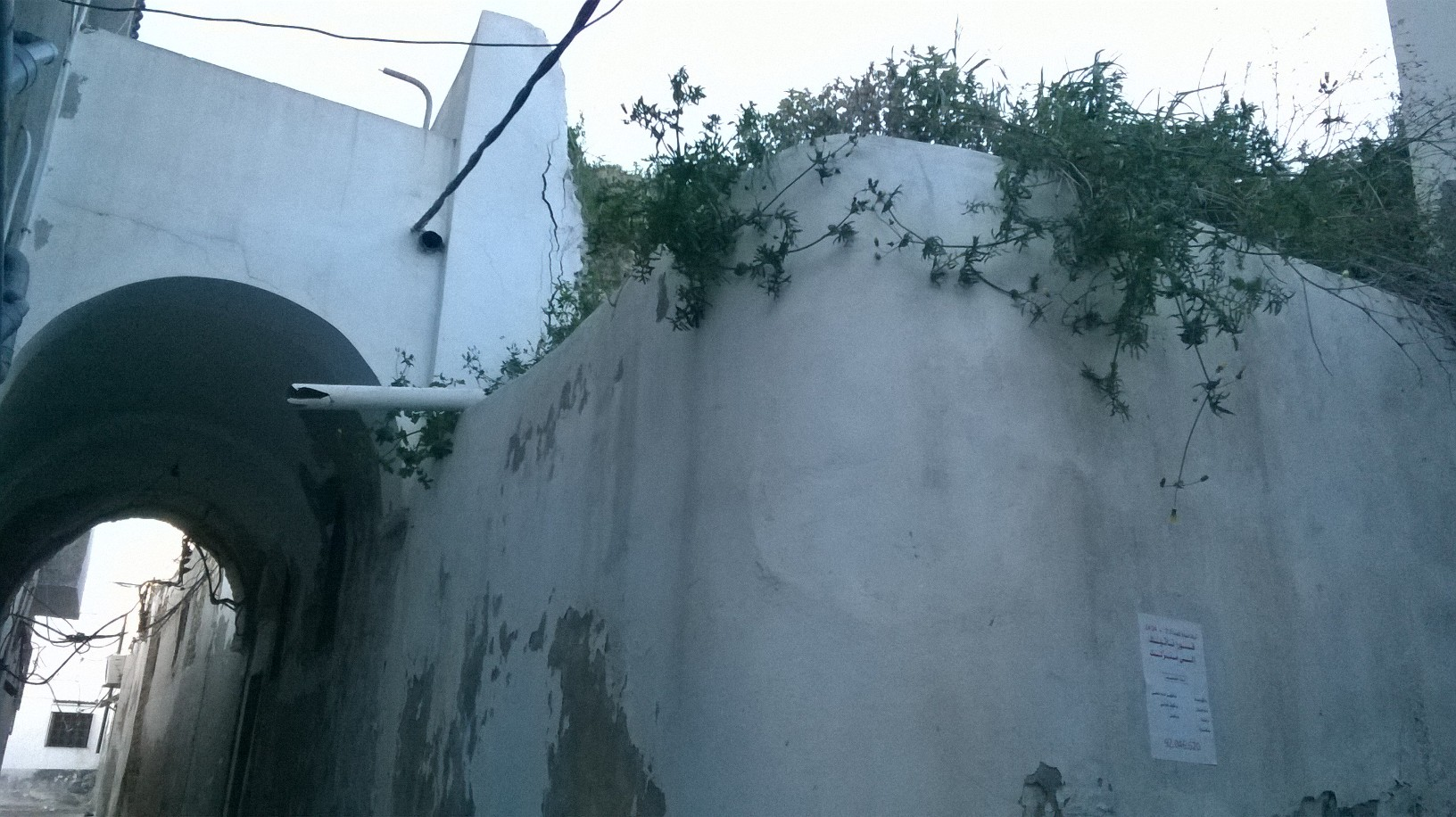
Vue de la médersa El Mettichia avec son sabat septentrional
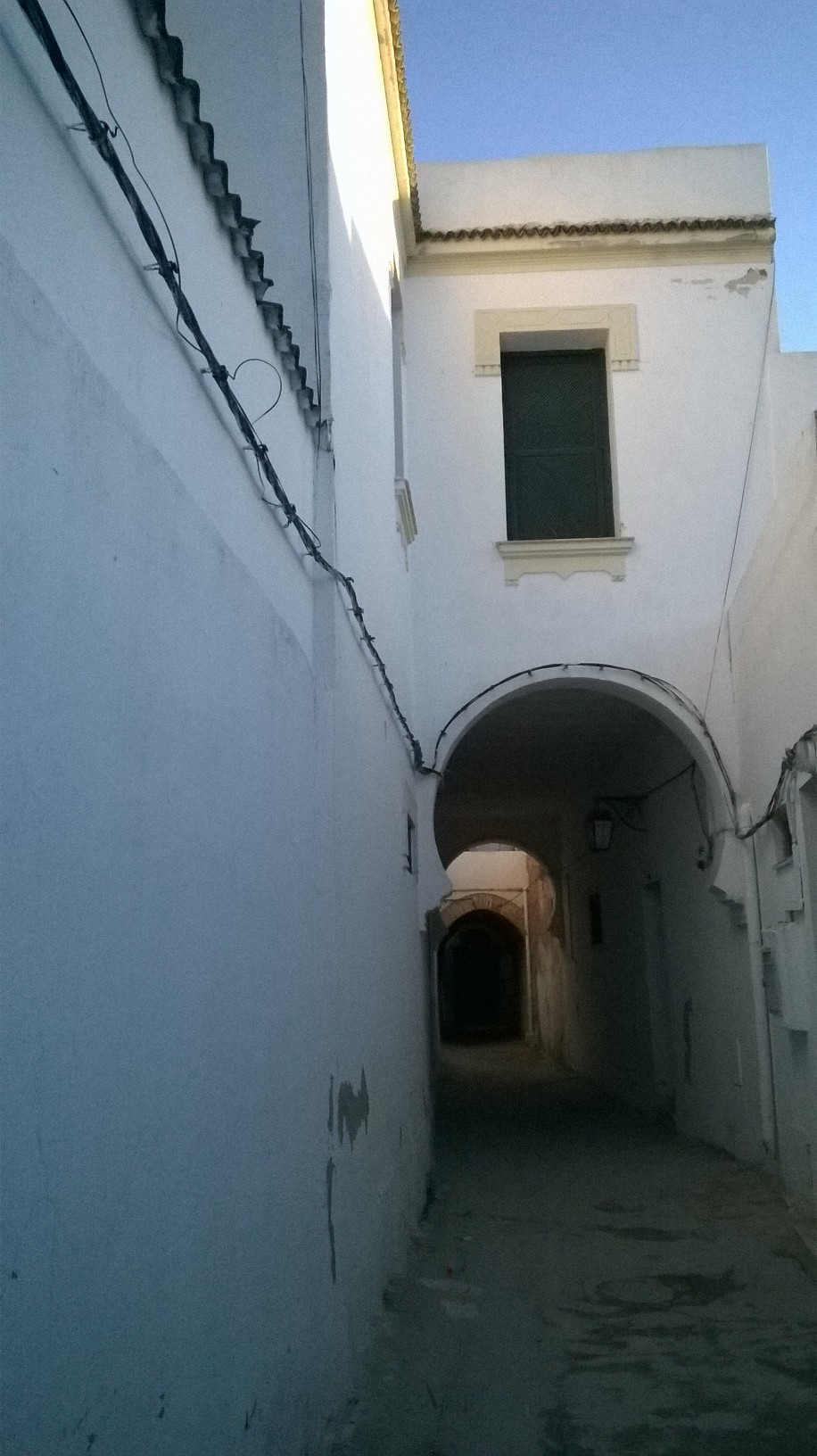
Sabat méridional de la médersa

## Sources
- Document de l'Association de sauvegarde de la médina de Tunis[réf. incomplète]